# Frankie Hi-NRG MC
Frankie hi-nrg mc, aussi typographié Frankie Hi-NRG MC, de son vrai nom Francesco Di Gesù, né le 18 juillet 1969 à Turin, au Piémont, est un rappeur italien. D'origines siciliennes, il grandit à Caserte et dans la ville de Castello, et devient actif à l'aube du mouvement hip-hop en Italie dans les années 1990.

## Biographie
Frankie hi-nrg mc commence par ouvrir des concerts pour Run-DMC et les Beastie Boys en tournée en 1992. Il publie par la suite son premier album, Verba manent,  en 1993 ; le single à succès Fight da faida, qui parle de mafia et de corruption, entre en rotation dans les clubs, et permet à l'artiste de se populariser à l'échelle nationale.
En 1997, il publie son deuxième album, La morte dei miracoli, qui contient le single Quelli che benpensano (récompensé du Premio Italiano della Musica dans la catégorie « chanson de l'année »). L'album contient d'autres succès comme Autodafè et Giù le mani da Caino. En 2003, il publie l'album Ero un autarchico. En 2005 sort Rap©ital, une compilation de morceaux réarrangés comme Dimmi dimmi tu. Dans l'album, la chanson Giù le mani da Caino est le thème d'ouverture de la mini-série Les Aventures de Pinocchio.
L'album DePrimoMaggio est publié en mars 2008 à l'occasion de sa participation au Festival de Sanremo avec la chanson Rivoluzione. La chanson traite des krachs financiers en Italie et de la dégénérescence politique et sociale et reprend la chanson Introduzione de Fabrizio De André, sur l'album Storia di un impiegato. En 2008, il collabore sur l'album Herculaneum de Pandaj.
En 2014, il participe au Festival de Sanremo avec les chansons Un uomo è vivo et Pedala,.

## Discographie

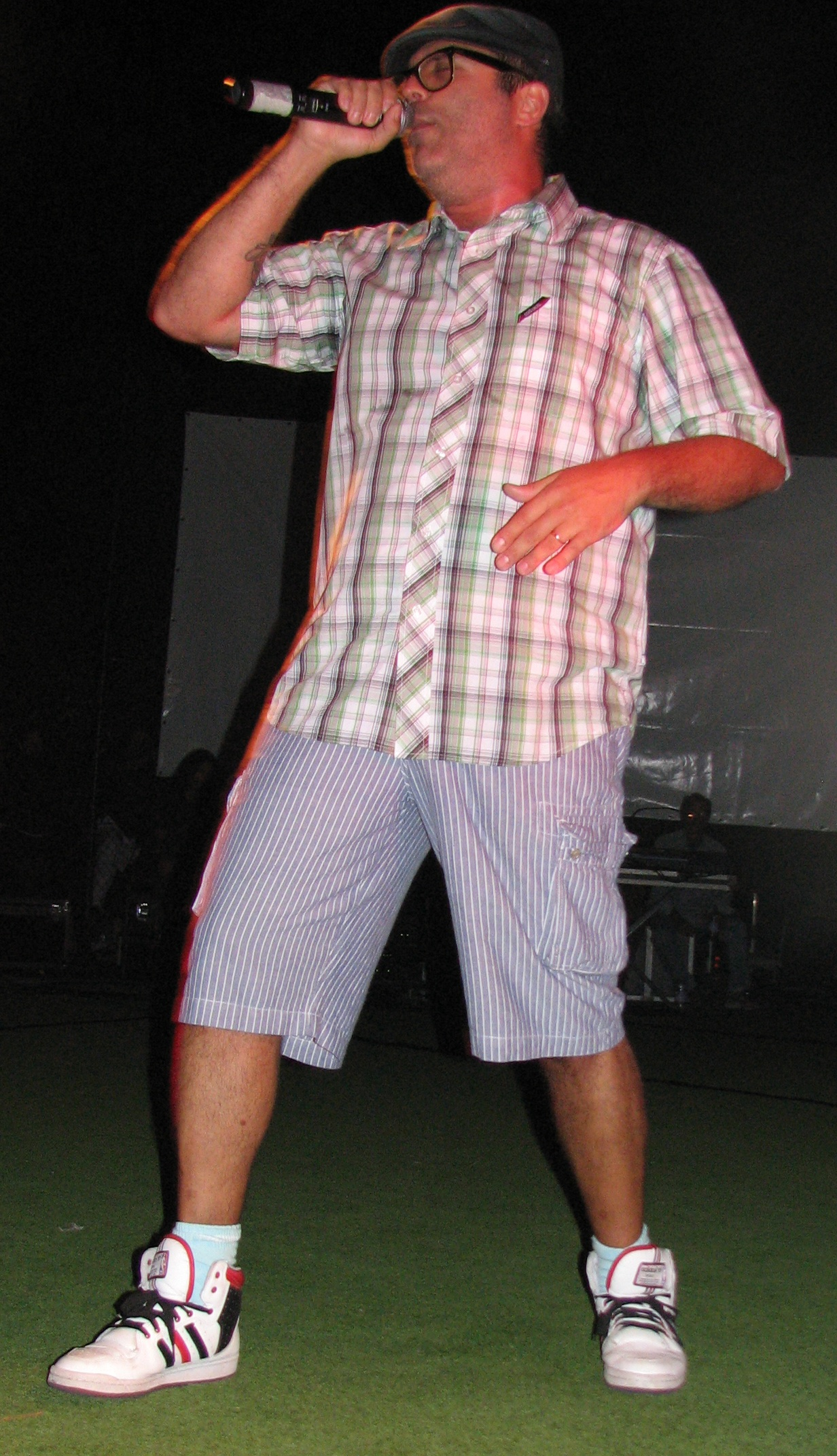
Frankie hi-nrg mc en 2011.

### Albums studio
- 1993 : Verba manent
- 1997 : La morte dei miracoli
- 2003 : Ero un autarchico
- 2005 : Rap©ital
- 2008 : DePrimoMaggio
- 2014 : Essere umani

### Singles
- 1991 : Fight da faida
- 1993 : Libri di sangue
- 1993 : Faccio la mia cosa
- 1994 : Potere alla parola
- 1994 : Fight da faida
- 1996 : Cali di tensione
- 1997 : Fili
- 1997 : Quelli che benpensano
- 1998 : Autodafè
- 2003 : Chiedi chiedi
- 2004 : Rap lamento
- 2004 : Gli accontentabili
- 2005 : Dimmi dimmi tu
- 2008 : Rivoluzione
- 2008 : Pugni in tasca
- 2008 : Din Don
- 2009 : L'illumino di meno
- 2011 : School Rocks
- 2014 : Pedala

### Apparitions
- 1994 : Potere alla parola (sur Nati per rappare)
- 2000 : Il sonno della ragione (sur Zora la vampira OST)
- 2006 : Fight da faida (sur Rap in vena)
- 2007 : Pollicino (sur Felici & Cantanti)

### Collaborations
- 1997 – Riccardo Sinigallia (Quelli che benpensano)
- 1998 – Niccolò Fabi (Immobile)
- 1999 – Nas (Hate Me Now)
- 1999 – La Comitiva avec Ice One, Malaisa et Elisa (Nottetempo)
- 2000 – Tiromancino (Roma di notte)
- 2002 – Shel Shapiro (Che colpa abbiamo noi)
- 2003 – RZA (Passaporto per resistere)
- 2003 – Banda Osiris (Caterfunk)
- 2004 – Daniele Silvestri (Kunta kinte)
- 2004 – Paola Cortellesi et Rocco Tanica (Non mi chiedermi)
- 2006 – Mimmo Locasciulli (Sglobal)
- 2006 – Banda Osiris (Che notte)
- 2007 – ChantSong Orchestra (Disconnetti il potere)
- 2007 – Istituto Barlumen band (Felici e cantanti Le canzoni delle fiabe)
- 2008 – Caparezza (Quelli che ben pensano RMX)
- 2008 – Pandaj (Herculaneum)
- 2009 – Luca Napolitano (Mi manchi)
- 2009 – Artisti Uniti per l'Abruzzo (Domani 21/04.2009)
- 2011 – Raf et Nathalie (Numeri)
- 2011 – Anansi (La realtà)
- 2012 – Fiorella Mannoia (Non è un film)
- 2012 – Pacifico et Bud Spencer Blues Explosion (Presto)
- 2014 – Fiorella Mannoia (Boogie)

## Filmographie

### Acteur
- 1994 : De Generazione, film collectif
- 2002 : Paz! (it) de Renato De Maria
- 2011 : Boris - Il film (it) de Giacomo Ciarrapico (it), Mattia Torre, Luca Vendruscolo (it)
- 2012 : I più grandi di tutti de Carlo Virzì
- 2012 : Viva l'Italia (it) de Massimiliano Bruno